# Осинкино (Чувашия)
Оси́нкино (чув. Минкӗш) — деревня в Козловском районе Чувашской Республики России. Входит в состав Карачевского сельского поселения.

## География
Расстояние до столицы республики, города Чебоксары, составляет 86 км, до районного центра, города Козловка, — 10 км, до железнодорожной станции — 23 км. 
Часовой пояс
Деревня Осинкино, как и вся Чувашская Республика, находится в часовой зоне МСК (московское время). Смещение применяемого времени относительно UTC составляет +3:00.
Административно-территориальная принадлежность
В составе: Богородской волости Чебоксарского уезда (до 1 октября 1927 года), Козловского (до 20 декабря 1962 года), Урмарского (до 14 марта 1965 года) районов. С 14 марта 1965 года деревня — вновь в составе Козловского района:166.

Сельские советы: Осинкинский (с 1 октября 1927 года), Карачевский (с 11 января 1960 года), Тоганашевский (с 6 июня 1960 года), Дятлинский (с 15 июня 1961 года), Солдыбаевский (с 30 декабря 1976 года):214.

## История
Жители — до 1866 года государственные крестьяне; занимались земледелием, животноводством, торговлей бакалейными товарами. В начале XX века действовала водяная мукомольная мельница. В 1931 году образован колхоз «1 Мая». 

По состоянию на 1 мая 1981 года деревня Осинкино Солдыбаевского сельского совета входила в состав совхоза «50 лет Октября»:89.
Религия
В конце XIX — начале XX века жители деревни Осинкина были прихожанами церкви села Карачево (Никольское) (Построена в 1891 году; деревянная, однопрестольная во имя Святого Николая Чудотворца. Закрыта в 1940 году.).

## Название
Рус. название произошло от названия породы дерева, которое преобладало в окружающей местности. Чув. название от языческого мужского имени Минкке.
Минкка — языческое имя женщины. Минкке — языческое имя мужчины (Ашмарин, VIII, 245). — Географические названия Чувашской Республики
Историческое название
Осинкина (Мингиш).

## Население
| 2010 | 2012 |
| ---- | ---- |
| 113  | ↗143 |

По данным Всероссийской переписи населения 2002 года в деревне проживали 152 человека, преобладающая национальность — чуваши (97%).

## Инфраструктура
Функционирует ОАО «Вега» (по состоянию на 2010 год). Имеются фельдшерский пункт, библиотека, клуб, магазин.
Памятники и памятные места
Обелиск воинам-осинкинцам, павшим в боях за Родину в 1941—1945 гг. (Осинкино, ул. Горная).